# Cruzeiro brasiliano (1990)
Il cruzeiro (noto anche come terzo cruzeiro) è stato la valuta del Brasile tra il 16 marzo 1990 e il 31 luglio 1993. Era suddiviso in 100 centavo. Il suo codice ISO era BRE e il suo simbolo era Cr$.

## Storia
Il cruzeiro fu una valuta creata in base al Plano Collor, il quale stabiliva di rinominare la moneta allora esistente in Brasile, al fine di cercare di evitare problemi simili a quelli avvenuti con il Plano Bresser, in cui ci furono azioni giudiziarie volte a ottenere un risarcimento per le perdite occorse nella valuta allora esistente.
Il cruzeiro ha sostituito il cruzado nuovo alla pari ed è stato poi sostituito dal cruzeiro real ad un tasso di 1 cruzeiro real = 1 000 cruzeiro.

## Monete
L'utilizzo delle monete da 1, 5, 10 e 50 centavo emesse nel 1989 è continuato dopo l'introduzione del cruzeiro.
Le prime monete di questa valuta erano in acciaio inossidabile e avevano il disegno basato su quello delle monete centesimali del cruzado nuovo; furono emesse nel 1990 in tagli da 1, 5, 10 e 50 cruzeiro, anche al fine di sostituire le vecchie banconote del cruzado, che erano ancora in circolazione.
Nel 1992 furono emesse monete commemorative in argento con un valore nominale di 500 cruzeiro (per il 500º anniversario della scoperta dell'America) e 2 000 cruzeiro (per la Seconda Conferenza delle Nazioni Unite su Ambiente e Sviluppo a Rio de Janeiro).
Nello stesso anno fu lanciata inoltre una nuova serie di monete, più piccole, con valori da 100, 500 e 1 000 cruzeiro, che aveva sul rovescio le immagini di animali in via di estinzione, così come una moneta da 5 000 cruzeiro, per commemorare il bicentenario della morte di Tiradentes, destinate alla circolazione comune.
Questa nuova serie di monete ispirò quelle della successiva valuta, il cruzeiro real.
| Emissioni regolari      | Emissioni regolari | Emissioni regolari | Emissioni regolari | Emissioni regolari | Emissioni regolari | Emissioni regolari   | Emissioni regolari                                                                    | Emissioni regolari                                       | Emissioni regolari                    | Emissioni regolari | Emissioni regolari | Emissioni regolari                                                               |
| Immagine                | Immagine           | Valore             | Parametri tecnici  | Parametri tecnici  | Parametri tecnici  | Parametri tecnici    | Descrizione                                                                           | Descrizione                                              | Periodo di circolazione               | Data di emissione  | Tiratura           | Note                                                                             |
| Diritto                 | Rovescio           | Valore             | Diametro           | Spessore           | Massa              | Composizione         | Diritto                                                                               | Rovescio                                                 | Periodo di circolazione               | Data di emissione  | Tiratura           | Note                                                                             |
| ----------------------- | ------------------ | ------------------ | ------------------ | ------------------ | ------------------ | -------------------- | ------------------------------------------------------------------------------------- | -------------------------------------------------------- | ------------------------------------- | ------------------ | ------------------ | -------------------------------------------------------------------------------- |
|                         |                    | 1 Cr$              | 20,5 mm            | 1,40 mm            | 3,61 g             | Acciaio inossidabile | Bandiera, Croce del Sud, data                                                         | Valore, BRASIL                                           | 31 maggio 1990 - 31 luglio 1993       | 1990               | 377 000 000        | Le monete in centavo del cruzado nuovo furono utilizzate anche per questa valuta |
|                         |                    | 5 Cr$              | 21,5 mm            | 1,40 mm            | 3,97 g             | Acciaio inossidabile | Lavoratore in una miniera di sale, data                                               | Valore, BRASIL                                           | 31 maggio 1990 - 31 luglio 1993       | 1990               | 517 000 000        | Le monete in centavo del cruzado nuovo furono utilizzate anche per questa valuta |
| 1991                    | 510 000 000        | 5 Cr$              | 21,5 mm            | 1,40 mm            | 3,97 g             | Acciaio inossidabile | Lavoratore in una miniera di sale, data                                               | Valore, BRASIL                                           | 31 maggio 1990 - 31 luglio 1993       |                    |                    | Le monete in centavo del cruzado nuovo furono utilizzate anche per questa valuta |
| 1,20 mm                 | 510 000 000        | 5 Cr$              | 21,5 mm            | 3,40 g             | 1991               | Acciaio inossidabile | Lavoratore in una miniera di sale, data                                               | Valore, BRASIL                                           | 31 maggio 1990 - 31 luglio 1993       |                    |                    | Le monete in centavo del cruzado nuovo furono utilizzate anche per questa valuta |
| 1,20 mm                 | 1992               | 5 Cr$              | 21,5 mm            | 3,40 g             | 19 881 000         | Acciaio inossidabile | Lavoratore in una miniera di sale, data                                               | Valore, BRASIL                                           | 31 maggio 1990 - 31 luglio 1993       |                    |                    | Le monete in centavo del cruzado nuovo furono utilizzate anche per questa valuta |
|                         |                    | 10 Cr$             | 22,5 mm            | 1,40 mm            | 4,36 g             | Acciaio inossidabile | Raccoglitore dell'albero della gomma, data                                            | Valore, BRASIL                                           | 31 maggio 1990 - 15 settembre 1994    | 1990               | 413 000 000        | Le monete in centavo del cruzado nuovo furono utilizzate anche per questa valuta |
| 1991                    | 947 900 000        | 10 Cr$             | 22,5 mm            | 1,40 mm            | 4,36 g             | Acciaio inossidabile | Raccoglitore dell'albero della gomma, data                                            | Valore, BRASIL                                           | 31 maggio 1990 - 15 settembre 1994    |                    |                    | Le monete in centavo del cruzado nuovo furono utilizzate anche per questa valuta |
| 1,20 mm                 | 947 900 000        | 10 Cr$             | 22,5 mm            | 3,74 g             | 1991               | Acciaio inossidabile | Raccoglitore dell'albero della gomma, data                                            | Valore, BRASIL                                           | 31 maggio 1990 - 15 settembre 1994    |                    |                    | Le monete in centavo del cruzado nuovo furono utilizzate anche per questa valuta |
| 1,20 mm                 | 1992               | 10 Cr$             | 22,5 mm            | 3,74 g             | 25 000 000         | Acciaio inossidabile | Raccoglitore dell'albero della gomma, data                                            | Valore, BRASIL                                           | 31 maggio 1990 - 15 settembre 1994    |                    |                    | Le monete in centavo del cruzado nuovo furono utilizzate anche per questa valuta |
|                         |                    | 50 Cr$             | 23,5 mm            | 1,40 mm            | 4,78 g             | Acciaio inossidabile | Donna di Bahia, data                                                                  | Valore, BRASIL                                           | 17 dicembre 1990 - 15 settembre 1994  | 1990               | 10 000 000         | Le monete in centavo del cruzado nuovo furono utilizzate anche per questa valuta |
| 1991                    | 947 900 000        | 50 Cr$             | 23,5 mm            | 1,40 mm            | 4,78 g             | Acciaio inossidabile | Donna di Bahia, data                                                                  | Valore, BRASIL                                           | 17 dicembre 1990 - 15 settembre 1994  |                    |                    | Le monete in centavo del cruzado nuovo furono utilizzate anche per questa valuta |
| 1,20 mm                 | 947 900 000        | 50 Cr$             | 23,5 mm            | 4,09 g             | 1991               | Acciaio inossidabile | Donna di Bahia, data                                                                  | Valore, BRASIL                                           | 17 dicembre 1990 - 15 settembre 1994  |                    |                    | Le monete in centavo del cruzado nuovo furono utilizzate anche per questa valuta |
| 1,20 mm                 | 1992               | 50 Cr$             | 23,5 mm            | 4,09 g             | 128 298 000        | Acciaio inossidabile | Donna di Bahia, data                                                                  | Valore, BRASIL                                           | 17 dicembre 1990 - 15 settembre 1994  |                    |                    | Le monete in centavo del cruzado nuovo furono utilizzate anche per questa valuta |
|                         |                    | 100 Cr$            | 18,0 mm            | 1,20 mm            | 2,39 g             | Acciaio inossidabile | Lamantino                                                                             | Valore, data, BRASIL                                     | 13 luglio 1992 - 15 settembre 1994    | 1992               | 500 000 000        | Le monete in centavo del cruzado nuovo furono utilizzate anche per questa valuta |
| 1993                    | 70 000 000         | 100 Cr$            | 18,0 mm            | 1,20 mm            | 2,39 g             | Acciaio inossidabile | Lamantino                                                                             | Valore, data, BRASIL                                     | 13 luglio 1992 - 15 settembre 1994    |                    |                    | Le monete in centavo del cruzado nuovo furono utilizzate anche per questa valuta |
|                         |                    | 500 Cr$            | 19,0 mm            | 1,20 mm            | 2,66 g             | Acciaio inossidabile | Tartaruga marina                                                                      | Valore, data, BRASIL                                     | 13 luglio 1992 - 15 settembre 1994    | 1992               | 250 000 000        | Le monete in centavo del cruzado nuovo furono utilizzate anche per questa valuta |
| 1993                    | 105 000 000        | 500 Cr$            | 19,0 mm            | 1,20 mm            | 2,66 g             | Acciaio inossidabile | Tartaruga marina                                                                      | Valore, data, BRASIL                                     | 13 luglio 1992 - 15 settembre 1994    |                    |                    | Le monete in centavo del cruzado nuovo furono utilizzate anche per questa valuta |
|                         |                    | 1 000 Cr$          | 20,0 mm            | 1,20 mm            | 2,96 g             | Acciaio inossidabile | Due pesci disco                                                                       | Valore, data, BRASIL                                     | 21 dicembre 1992 - 15 settembre 1994  | 1992               | 30 000 000         | Le monete in centavo del cruzado nuovo furono utilizzate anche per questa valuta |
| 1993                    | 435 000 000        | 1 000 Cr$          | 20,0 mm            | 1,20 mm            | 2,96 g             | Acciaio inossidabile | Due pesci disco                                                                       | Valore, data, BRASIL                                     | 21 dicembre 1992 - 15 settembre 1994  |                    |                    | Le monete in centavo del cruzado nuovo furono utilizzate anche per questa valuta |
| Emissioni commemorative |                    |                    |                    |                    |                    |                      |                                                                                       |                                                          |                                       |                    |                    |                                                                                  |
| Immagine                | Immagine           | Valore             | Parametri tecnici  | Parametri tecnici  | Parametri tecnici  | Parametri tecnici    | Descrizione                                                                           | Descrizione                                              | Periodo di circolazione               | Data di emissione  | Tiratura           | Note                                                                             |
| Diritto                 | Rovescio           | Valore             | Diametro           | Spessore           | Massa              | Composizione         | Diritto                                                                               | Rovescio                                                 | Periodo di circolazione               | Data di emissione  | Tiratura           | Note                                                                             |
|                         |                    | 500 Cr$            | 40,0 mm            | 2,50 mm            | 27,0 g             | Argento              | Spazio oceanico, rosa dei venti, nave Santa María, ENCONTRO DE DOIS MUNDOS, 1492-1992 | Valore, stemma del Brasile e degli altri paesi emittenti | 16 marzo 1992 - 15 settembre 1994     | 1992               | 40 000             | 500 anni dalla scoperta dell'America                                             |
|                         |                    | 2 000 Cr$          | 40,0 mm            | 2,50 mm            | 27,0 g             | Argento              | Colline del Pan di Zucchero e Urca a Rio de Janeiro, data                             | Orchidea, colibrì, valore                                | 3 giugno 1992 - 15 settembre 1994     | 1992               | 30 000             | Seconda Conferenza delle Nazioni Unite su Ambiente e Sviluppo a Rio de Janeiro   |
|                         |                    | 5 000 Cr$          | 31,0 mm            | 1,90 mm            | 9,95 g             | Acciaio inossidabile | Effigie di Tiradentes, LIBERDADE CIDADANIA TIRADENTES                                 | Valore, BRASIL, corda senza laccio                       | 21 settembre 1992 - 15 settembre 1994 | 1992               | 10 000 000         | 200 anni dalla morte di Tiradentes (circolazione comune)                         |

## Banconote
Le prime banconote furono i biglietti da 50, 100, 200 e 500 cruzado nuovi che riportavano una sovrastampa rettangolare con il valore espresso nella nuova valuta, oltre a una banconota d'emergenza dal valore di 5 000 cruzeiro (Stampa B), su cui erano rappresentati l'effigie della Repubblica (fronte) e lo stemma nazionale (retro).
Sempre nel 1990 vennero emesse le prime banconote regolari, con valori di 100, 200, 500, 1 000 e 5 000 cruzeiro; quest'ultima nella sua versione permanente, su cui erano rappresentati Antônio Carlos Gomes (fronte) e il pianoforte appartenuto al compositore (retro). Le banconote del cruzado ancora in circolazione persero valore legale nel corso dello stesso anno.
Nel 1991, a causa dell'alta inflazione, furono lanciate banconote in tagli da 10 000 e 50 000 cruzeiro, seguite l'anno successivo da quella da 100 000 cruzeiro, emessa in occasione del Summit della Terra.
Le banconote da 50 e 100 cruzeiro (generalmente banconote con la denominazione espressa in cruzado nuovi) persero valore legale nel 1992, sostituite da monete destinate a una circolazione di breve durata.
Nel 1993 fu lanciata la banconota da 500 000 cruzeiro, l'ultima per questa valuta, in quanto, ad agosto dello stesso anno, furono tolti tre zeri con l'introduzione del cruzeiro real.
Le banconote di taglio più elevato furono ritirate dalla circolazione nel 1994.
Poco prima del lancio del cruzeiro real, il Consiglio Monetario Nazionale aveva in progetto l'introduzione di banconote da 1 000 000 e 5 000 000 di cruzeiro, che, tuttavia, non sono mai state messe in circolazione.
| Serie provvisoria | Serie provvisoria | Serie provvisoria | Serie provvisoria                | Serie provvisoria                         | Serie provvisoria                   | Serie provvisoria |
| Immagine          | Immagine          | Valore            | Descrizione                      | Descrizione                               | Periodo di circolazione             | Note              |
| Fronte            | Retro             | Valore            | Fronte                           | Retro                                     | Periodo di circolazione             | Note              |
| ----------------- | ----------------- | ----------------- | -------------------------------- | ----------------------------------------- | ----------------------------------- | ----------------- |
|                   |                   | 50 Cr$            | Carlos Drummond de Andrade       | Il poeta alla sua scrivania               | 15 aprile 1990 - 30 settembre 1992  | Con sovrastampa   |
|                   |                   | 100 Cr$           | Cecília Meireles                 | Bambini che leggono                       | 15 aprile 1990 - 30 settembre 1992  | Con sovrastampa   |
|                   |                   | 200 Cr$           | Effigie della Repubblica         | "Pátria" (dipinto ad olio di Pedro Bruno) | 15 aprile 1990 - 15 settembre 1994  | Con sovrastampa   |
|                   |                   | 500 Cr$           | Augusto Ruschi                   | Colibrì coda di rondine, orchidee         | 15 aprile 1990 - 15 settembre 1994  | Con sovrastampa   |
|                   |                   | 5 000 Cr$         | Effigie della Repubblica         | Stemma del Brasile                        | 9 aprile 1990 - 15 settembre 1994   |                   |
| Serie regolare    |                   |                   |                                  |                                           |                                     |                   |
| Immagine          | Immagine          | Valore            | Descrizione                      | Descrizione                               | Periodo di circolazione             | Note              |
| Fronte            | Retro             | Valore            | Fronte                           | Retro                                     | Periodo di circolazione             | Note              |
|                   |                   | 100 Cr$           | Cecília Meireles                 | Bambini che leggono                       | 3 dicembre 1990 - 30 settembre 1992 |                   |
|                   |                   | 200 Cr$           | Effigie della Repubblica         | "Pátria" (dipinto ad olio di Pedro Bruno) | 3 dicembre 1990 - 15 settembre 1994 |                   |
|                   |                   | 500 Cr$           | Augusto Ruschi                   | Colibrì coda di rondine, orchidee         | 3 dicembre 1990 - 15 settembre 1994 |                   |
|                   |                   | 1 000 Cr$         | Cândido Rondon                   | Due bambini indiani                       | 31 maggio 1990 - 15 settembre 1994  |                   |
|                   |                   | 5 000 Cr$         | Antônio Carlos Gomes             | Pianoforte a coda                         | 11 giugno 1990 - 15 settembre 1994  |                   |
|                   |                   | 10 000 Cr$        | Vital Brazil                     | Serpenti                                  | 26 aprile 1991 - 15 settembre 1994  |                   |
|                   |                   | 50 000 Cr$        | Luís da Câmara Cascudo           | Danzatrici con costumi folkloristici      | 9 dicembre 1991 - 15 settembre 1994 |                   |
|                   |                   | 100 000 Cr$       | Colibrì che nutre i suoi piccoli | Cascate dell'Iguazú                       | 24 luglio 1992 - 15 settembre 1994  |                   |
|                   |                   | 500 000 Cr$       | Mário de Andrade                 | Edificio, de Andrade che insegna          | 29 gennaio 1993 - 15 settembre 1994 |                   |